# Pandarus sinuatus
A Pandarus sinuatus az állkapcsilábas rákok (Maxillopoda) osztályának a Siphonostomatoida rendjébe, ezen belül a Pandaridae családjába tartozó faj.

## Tudnivalók
Tengeri élőlény, amely az Atlanti-óceán nyugati felén fordul elő. A kanadai Új-Skóciától kezdve egészen Dél-Amerikáig található meg. Mint sok más rokona, a Pandarus sinuatus is élősködő életmódot folytat. A főbb gazdaállatai a következők: homoki tigriscápa (Carcharias taurus) és sötétcápa (Carcharhinus obscurus). További gazdaállatai: selyemcápa (Carcharhinus falciformis), bikacápa (Carcharhinus leucas), feketevégű cápa (Carcharhinus limbatus), citromcápa (Negaprion brevirostris), kerekfejű pörölycápa (Sphyrna tiburo) és fehér cápa (Carcharodon carcharias).